# Tasaday (gruppo musicale)
I Tasaday sono un gruppo Industrial e rumorista, con accenti di musica tribale e post-rock Italiano. La band fu il risultato della fusione dei Die Form e dei Nulla Iperreale.

## Storia del gruppo

### Die Form & Nulla Iperreale
Nel 1981 esce per la Electric Eye il primo album su cassetta dei Brianzoli Die Form dal titolo La Dimensione Umana. Il gruppo era formato da Abderezac Ahmed (Sassofono, clarinetto e voce), Alessandro Ripamonti, Alessandro Ronchi (Chitarra), Carlo Ronchi (basso elettrico), Roberto Girardi (batteria), Stefano Sangalli (sintetizzatore e voce). Sempre in Brianza in quegli anni si muovono gli Orgasmo Negato, che ben presto cambieranno nome in Nulla Iperreale, formati da Alessandro Ripamonti (sintetizzatori), Marco Camorali (basso, amputed bass, percussioni, voce e materiale vario), Paolo Cantù (chitarra e batteria elettronica). I due gruppi iniziano una collaborazione, fondendosi in Die Form & Nulla Iperreale. Assieme attivano una intensa attività di concerti, produzioni di fanzine, trasmissioni radiofoniche e numerose cassette coprodotte dalla propria etichetta Tasaday e da ADN. Da ricordare Il Nulla Che Attira A Se (1983 ADN) dei Nulla Iperreale e sotto il nome Die Form & Nulla Iperreale La Parte Maledetta (1983) e In Un Silenzio Oscuro (1983 ADN).

### Tasaday
Nel 1984 la pubblicazione dell'album Aprirsi Nel Silenzio per la ADN sancisce la definitiva fusione dei due gruppi sotto il nome di Tasaday. Il nome fu ripreso dalla tribù indigena scoperta nelle Filippine nel 1971.
Il gruppo fonde sonorità new wave, le influenze di Einstürzende Neubauten e Throbbing Gristle, aggiungendo a questo il tono inconsueto degli strumenti a fiato e ritmiche tribali, con un'attitudine che li rendeva affini alle avanguardie o al free jazz. Nei loro lavori vengono spesso citati riferimenti non solo musicali che vanno da Heidegger a Georges Bataille, da Jean Baudrillard al Nuovo cinema tedesco.
Tra il 1984 e il 1985 usciranno Tra Le Rovine Dei Sensi, Implosione Tra Le Pieghe Dell'Anima in cui compare il brano The Roads Of Delhi composto assieme a Laxative Souls e Riflessi Sensibili.
Nell'autunno 1988 si esibiscono nell'ambito della rassegna milanese Decadenze-a-Dissonanze, organizzata sotto l'egida di ADN, in uno dei loro ultimi memorabili concerti, con una formazione già rimaneggiata.
In questo periodo lasciano il gruppo prima Abderezac Ahmed, poi Roberto Girardi e Paolo Cantù che andranno a formare gli Afterhours.

## Componenti
- Stefano "Theta" Golfari
- Abderezac Ahmed
- Alessandro Ripamonti
- Alessandro Ronchi
- Carlo Ronchi
- Daniele Malavasi
- Dario Ripamonti
- Leonardo Colombo
- Marco Camorali
- Paolo Cantù
- Raimondo Maggioni
- Roberto Girardi
- Stefano Sangalli
- Xabier Iriondo

## Discografia

### Die Form
- 1982 - La Dimensione Umana (Cassetta, Electric Eye Records)

### Nulla Iperreale
- 1983 - Il Nulla Che Attira A Se (Cassetta, ADN, Tasaday)

### Die Form & Nulla Iperreale
- 1983 - La Parte Maledetta (Cassetta, Tasaday)
- 1983 - In Un Silenzio Oscuro (Cassetta, ADN, Tasaday)

### Tasaday
- 1984 - Aprirsi Nel Silenzio (LP - *ADN ristampato nel 2000 da Wallace Records)
- 1984 - Tra Le Rovine Dei Sensi (Cassetta - Tasaday)
- 1984 - Implosione Tra Le Pieghe Dell'Anima (Cassetta - Multiple Configuration)
- 1984 - Riflessi Sensibili (Cassetta - ADN)
- 1986 - L'Animale Profondo (LP - Azteco Records)
- 1991 - L'Eterna Risata (Cassetta, LP - ADN)
- 2002 - Con Il Corpo Crivellato Di Stelle (CD - Wallace Records)
- 2003 - Kaspar Project (CD - Wallace Records)
- 2004 - In Attesa, Nel Labirinto (CD - Wallace Records)
- 2010 - Implosione Tra Le Pieghe Dell'Anima (CD - Silentes Minimal Editions)

EP
- 2001 - Corpi Assolutamente Immobili (Wallace Records)

Split
- 1985 - Anhelo (con Zona Industriale e Lyke Wake - Anhelo Tapes)
- 1988 - In Concerto A El Paso (split con i Brain Discipline -Cassetta- El Paso)

Video
- 2004 - Tempo Scaduto, Time's Off (VHS, Tasaday & Centrale dell'Arte - Autoprodotto)